# غيليس بيترسون
غيليس بيترسون (بالفرنسية: Gilles Peterson)‏ هو مقدم برامج إذاعية ودي جيه بريطاني وفرنسي، ولد في 28 سبتمبر 1964 في كاين في فرنسا.

## وصلات خارجية
- الموقع الرسمي
- جيل بيترسون على موقع IMDb (الإنجليزية)
- جيل بيترسون على موقع ميوزك برينز (الإنجليزية)
- جيل بيترسون على موقع أول ميوزيك (الإنجليزية)
- جيل بيترسون على موقع ديسكوغز (الإنجليزية)
- جيل بيترسون على موقع قاعدة بيانات الفيلم (الإنجليزية)